# Opkast
Opkast (eller emese) er den kraftfulde udstødning af maveindholdet gennem munden. Selvom det sikkert udvikledes som et forsvar mod giftstoffer, er opkast et resultat af mange forskellige lidelser, lige fra maveinfektioner til forøget intrakranielt pres. Fornemmelsen af snarligt opkast hedder kvalme, som ofte (men ikke altid) kommer forud for opkast. Antiemetika er somme tider nødvendige til at undertrykke kvalme og opkast.
Den afdeling af lægevidenskab, som beskæftiger sig med opkast hedder emetologi og fobien for opkast hedder emetofobi.

## Mekanisme
Opkast koordineres i hjernens brækcenter. Receptorer i hjernens fjerde ventrikel kan aktivere dette brækcenter, og da de ligger udenfor blod-hjerne-barrieren kan de aktiveres eller slukkes af stoffer i blodet.
Der er mange inputkilder til brækcentret:
- Som tidligere nævnt, den ventrikulære kemoreceptorzone er fyldt med dopamin-, serotonin- og opiatreceptorer.
- Ørets balancecenter og dets aktivitet i den 8. kranienerve. Dette spiller bl.a. en rolle i transportsyge, og kan hæmmes med visse antihistaminer.
- Vagusnerven, som aktiveres af brækrefleksen
- Det enteriske nervesystem, som sender data om fordøjelsessystemet status. Irritation af dette aktiverer de serotoninerge receptorer.
- Centralnervesystemet selv (psykiatriske lidelser, mv.)

Når opkastsignalet modtages af brækcentret, aktiveres nervesystemerne bevægelse, PNS (det parasympatiske nervesystem) og SNS (det sympatiske nervesystem) og følgende sker:
- Øget spytsekretion for at beskytte tændernes emalje.
- Retroperistalsis (omvendt peristaltik), startende fra midten af tyndtarmen, hvilket fejer indholdet herfra op i mavesækken.
- Trykket i brystkassen falder.
- Spiserørets nederste lukkemuskel afslappes
- Tryk opbygges i brystkassen ved spastiske sammentrækninger af mellemgulvet. Dette fremkalder de kendte lyde før opkast.
- Når det krævede tryk er opbygget, overfører mellemgulvet det høje tryk til abdomen, hvilket resulterer i én enkelt bevægelse som presser maveindholdet gennem spiserøret og ud af munden.
- Samtidig frigiver det sympatiske nervesystem adrenalin, hvilket resulterer i øget puls og svedsekretion.

## Indhold
Da mavesækken udskiller syre, er opkast fyldt med H+-ioner, og er derfor stærkt surt. De potentielt farlige bivirkninger ved vedvarende opkast er:
- Metabolisk alkalose (øget blod-pH)
- Hypokalæmi (kalium-mangel)
- Hypochloræmi (klor-mangel)

Indholdet af selve opkastet ('vomitus') kan være af medicinsk interesse. Frisk blod i opkastet kaldes hæmatemese (blodopkast). Gammelt blod ligner resterne i et kaffefilter (da blodets jern oxideres). Galde kan også være til stede i opkastet (dog primært ved svær opkastning). Opkast af afføring er en alvorlig komplikation, og kan tyde på tarmslyng eller anden blokering af fordøjelsessystemet.

## Årsager

### Fordøjelsessystemet
- Gastroenteritis (fx Salmonella, Roskildesyge)
- Tarmslyng
- Smitsom leverbetændelse
- Blindtarmsbetændelse

### Nervesystem, hjerne og stofskifte

#### Nervesystem
- Transportsyge, fx søsyge, køresyge

#### Hjerne
- Hjernerystelse
- Alkoholforgiftning (enten mens man er fuld eller under tømmermændene)
- En overdosis af et psykoaktivt stof
- Opiater
- Hjerneblødning
- Hjernekræft
- Forøget kranietryk

#### Stofskifte
- Hypercalcæmi (forhøjet calciumniveau)
- Uræmi (for højt niveau af urinstof i blodet, typisk pg.a. nyresvigt)
- Binyresvigt
- Hypoglykæmi (for lavt blodsukker)

### Andre
- Selvforårsaget
  - Spiseforstyrrelser (bulimi)
  - Seksuel fetish (emetofili)
  - Fjernelse af en indtaget gift
- Efter en operation
- Synet/lugten af rådden mad eller andres opkast
- Ekstrem smerte
- Graviditet
- Voldsomme følelser

## Relateret medicin

### Emetika
Stoffer som brækrod fremprovokerer opkast, og anvendes i tilfælde hvor et giftigt stof er indtaget, og det skal ud af kroppen så hurtigt som muligt. Dette kan forhindre at giften optages i kroppen.

### Antiemetika
Visse antihistaminer og relaterede stoffer kan forhindre opkast relateret til transportsyge. Se artiklen antiemetika

## Sociale implikationer

### Fremkaldelse af kvalme i grupper
Det sker ofte, når en person kaster op, at andre i umiddelbar nærhed får kvalme og/eller kaster op, især ved lugten af bræk. Det er teoretiseret, at dette er en udviklet refleks hos primater. Mange primater vil i naturen lede efter føde i små grupper. Hvis ét medlem af gruppen reagerer på føden med opkast, er der højst sandsynligt noget galt med den, og det er derfor nyttigt, hvis alle i gruppen kaster op. Dette er bl.a. blevet observeret til drukfester, hvor indtaget af alkohol kan resultere i mange festdeltagere som kaster op næsten samtidig, hvilket er udløst af én enkelt deltagers opkast.

### Kontekst
På skibe og fly tilbydes specielle brækposer, som ofte indholder et størknende middel som udover at størke opkastet også fjerner lugten.